# ルブライアン・ナッシュ
ルブライアン・ナッシュ （Le'Bryan Nash, 1992年6月30日 - ）は、アメリカ合衆国テキサス州ダラス出身のプロバスケットボール選手。ポジションはスモールフォワード。
2015年にbjリーグの福島ファイヤーボンズと契約しプロ選手となる。bjリーグ 2015-16シーズンの最多得点のタイトルを獲得し、ベストファイブにも選出された。

## 経歴

### 高校
リンカーン高校に入学し、Rivals.comでは#6、Scout.comでは#8のプレイヤーとして評価された。ESPNUのプレイヤーランキングでは、スモールフォワード部門で3位に評価された。
| 氏名                      | 出身                                                           | 高校 / 大学    | 身長               | 体重            | コミット日     |
| ------------------------- | -------------------------------------------------------------- | -------------- | ------------------ | --------------- | -------------- |
| ルブライアン・ナッシュ SF | ダラス                                                         | リンカーン高校 | 6 ft 7 in (2.01 m) | 230 lb (100 kg) | 2010年10月21日 |
| ルブライアン・ナッシュ SF | リクルート スターレーティング: Scout: Rivals: 247Sports: ESPN: |                |                    |                 |                |

### 大学
2010年10月21日にコミットされ、同年8月20日にオクラホマ州立大学のキャンパスを訪ずれた後、同大への入学にサインした。オクラホマステートカウボーイズのヘッドコーチ、トラヴィス・フォードは、ナッシュがカウボーイズへ合流することで「直ちに私たちを改善してくれる。」と述べた。

#### 大学での成績
| シーズン | チーム           | GP | GS | MPG  | FG%  | 3P%  | FT%  | RPG | APG | SPG | BPG | PPG  |
| -------- | ---------------- | -- | -- | ---- | ---- | ---- | ---- | --- | --- | --- | --- | ---- |
| 2011-12  | オクラホマ州立大 | 28 | 23 | 25.1 | .394 | .235 | .730 | 5.0 | 1.5 | 0.6 | 0.4 | 13.3 |
| 2012-13  | オクラホマ州立大 | 33 | 33 | 28.9 | .572 | .406 | .881 | 7.1 | 4.8 | 2.6 | 3.2 | 14.0 |
| Career   | オクラホマ州立大 | 61 | 56 | 27.0 | .483 | .321 | .806 | 6.1 | 3.2 | 1.6 | 1.8 | 18.5 |

### プロとして
2015年のNBAドラフトで指名を受けず、NBAサマーリーグにヒューストン・ロケッツのメンバーとして出場し、8月25日にはbjリーグの福島ファイヤーボンズと契約することが決まった。10月には週間MVP、月間MVPを獲得した。
1月にはbjリーグオールスターゲームに選出され、25得点9リバウンドを挙げMVPに選ばれた。
2016年2月28日、伊那市民体育館で行われた信州ブレイブウォリアーズ戦で54得点を挙げ、1試合最多得点のリーグ新記録を更新し、2度目となる週間MVPに選出された。
このシーズンは1試合平均26.6得点の記録を残し、リーグ最多得点のタイトルを獲得。ベストファイブにも選ばれた。
2016年のNBAサマーリーグにミルウォーキー・バックスのメンバーとして出場。10月22日にはNBAのヒューストン・ロケッツと契約し、24日に解雇、ロケッツと提携するNBAデベロップメント・リーグのリオグランデバレー・バイパーズに加わり、NBA入りを目指すことになった。2017年2月16日に解雇された。
2017年12月24日、KBLの釜山KTソニックブームと選手契約を結んだ。
2018年3月23日、ヒューストン・ロケッツと10日間の契約を結ぶ。ロケッツでは出場機会が無いまま契約は終了した。
2018年8月24日、東京八王子ビートレインズと契約し、日本に復帰した。
2020年1月、アルゼンチンのCAペニャロールと契約、2020年10月、イスラエルのマッカビ・ハイファと契約、2020年12月、仙台89ERSと契約し、再び日本に復帰した。
2021年4月21日、越谷アルファーズ戦で負傷し、右アキレス腱を断裂。

## 私生活
母親はサマンサ・ナッシュ。母親のことは愛情を込めて「T-レディ」と呼んでいる。
リンカーン高校においてA/B優等生のメンバーであった。リンカーン高校の卒業生にはクリス・ボッシュがいる。東京アパッチで活躍したバイロン・イートンとは、異母兄弟である。

## 表彰
- 2008 Newcomer the Year
- 2009 and 2010 All-Area First Team
- 2009 and 2010 All-State
- 2010 FIBA America U18 Champion
- 2011 McDonald's All-American team selection
- 3 time (2008, 2009, 2010) All-Conference selection
- bjリーグ 2015-16 最多得点
- bjリーグ ベストファイブ(2015-16)
- bjリーグオールスターゲーム MVP(2015-16)

## 参照
1. ↑  “Yahoo Sports: Rivals.com Ranking - Rivals150 for the class of 2011”.   Rivals.yahoo.com. 2010年8月26日閲覧。
2. ↑  “Scout.com: Men's Basketball Recruiting”.   Scouthoops.scout.com. 2010年8月26日閲覧。
3. ↑  “College Basketball Recruiting - ESPNU 100 - ESPN”.   Insider.espn.go.com. 2010年8月26日閲覧。
4. ↑  “Rivals.com: LeBryan Nash Bio”.   rivals.yahoo.com (2011年3月31日). 2011年8月25日閲覧。
5. ↑  “Scout.com: Ford: Nash Makes Us Better Immediately”.   oklahomastate.scout.com (2011年3月31日). 2011年8月24日閲覧。
6. ↑  Mark Cooper (2015年7月4日). “Le'Bryan Nash to join Houston Rockets' summer-league team”.   OSU Sports. 2016年10月26日閲覧。
7. ↑  “【プレスリリース】ルブライアン　ナッシュ選手との選手契約合意のお知らせ”.   福島ファイヤーボンズ (2015年8月25日). 2016年6月25日時点のオリジナルよりアーカイブ。2015年8月25日閲覧。
8. ↑  “【ニュース】ローソン“Ponta”週間MVP ルブライアン ナッシュ選手受賞のお知らせ”.   福島ファイヤーボンズ (2015年10月15日). 2016年4月2日時点のオリジナルよりアーカイブ。2015年10月15日閲覧。
9. ↑  “【お知らせ】ローソン“Ponta”月間MVP「ルブライアン ナッシュ選手」受賞”.   福島ファイヤーボンズ (2015年11月5日). 2016年4月3日時点のオリジナルよりアーカイブ。2015年11月5日閲覧。
10. ↑  “TURKISH AIR LINES bj League ALL STAR GAME in SENDAI Photo Report”. ABOVE MAGAZINE (2016年1月28日). 2016年10月26日閲覧。
11. ↑  “date=ローソン“Ponta”週間MVPは、福島・ナッシュ選手”.   bjリーグ (2016年3月2日). 2016年10月26日閲覧。
12. ↑  “最後のbjリーグ、福島のルブライアン・ナッシュが最多得点に輝く”.   バスケット・カウント (2016年4月27日). 2016年10月26日閲覧。
13. ↑  “2015-2016シーズン アワード受賞者発表”.   bjリーグ (2016年4月27日). 2016年10月26日閲覧。
14. ↑  “Dynamic scorer Nash to play for Milwaukee Bucks in Las Vegas Summer League”. (2016年7月5日) 2016年10月26日閲覧。
15. ↑  “Rockets Waive Three Players” (Press release). ヒューストン・ロケッツ. 24 October 2016. 2016年10月26日閲覧.
16. ↑  Jonathan Feigen (2016年10月22日). “Rockets sign Le'Bryan Nash for D-League affiliate”. Houston Chronicle 2016年10月26日閲覧。
17. ↑  “NBA D-League Transactions”. NBA.com. 2017年3月1日閲覧。
18. ↑  “Le'Bryan Nash (ex Toros) agreed terms with Sonic Boom KT”. asia-basket.com.   Eurobasket Inc. (2017年12月24日). 2017年12月24日閲覧。
19. ↑  “Rockets' Le'Bryan Nash: Signing with Rockets”. CBS Sports (2018年3月23日). 2018年3月23日閲覧。
20. ↑  Bruno Manrique (2018年3月30日). “NBA Houston Rockets sign Tim Quarterman to 2-year deal”. ClutchPoints.. 2018年4月2日閲覧。
21. ↑  “2020-21シーズン ルブライアン・ナッシュ選手契約合意のお知らせ”.   仙台89ERS (2020年12月11日). 2021年3月6日閲覧。
22. ↑  “USA Basketball: LeBryan Nash bio”.   usabasketball.com (2010年5月30日). 2011年8月24日閲覧。